# Daniela Flörsheim
Daniela Flörsheim (* 2. August 1953 in Düsseldorf) ist eine deutsche Malerin.

## Leben
Daniela Flörsheim studierte von 1971 bis 1975 an der Kunstakademie Düsseldorf Malerei bei Joseph Beuys, dessen Meisterschülerin sie war. Von 1978 bis ’82 studierte sie Alt-Hebräisch und Archäologie an der Universität Jerusalem. Sie lebt und arbeitet in Düsseldorf.
Daniela Flörsheim ist eine Vertreterin der Aquarell-Malerei auf Leinwand und Papier. Ihre Werke wurden in Solo-Shows in internationalen Galerien gezeigt und in Gruppenausstellungen unter anderem in der Kunsthalle Düsseldorf (1976) und im Museum Kunstpalast (1997). 2010 stellte sie als erste deutsche Künstlerin ihre Bilder in einer Einzelausstellung in der Jehangir Gallery in Mumbai, Indien, aus. Die Künstlerin gestaltet außerdem Performances wie für die Ausstellung Frauen in den Weltreligionen im Frauenmuseum Bonn (2013) und Fluxus-Aktionen.

## Ausstellungen (Auswahl)

### Einzelausstellungen
- 1984 Collaboration with Paul Benney, Kamikaze Gallery, New York
- 1985 New Summer, Pietra Santa Fine Arts, Tribeca, New York
- 1990 3 × Flörsheim, Ballhaus, Düsseldorf
- 2002 Arbeiten auf Papier, Goethe-Institut, Santiago de Chile
- 2002 Arbeiten auf Leinwand und Papier, Lorch+Seidel Galerie, Berlin
- 2004 Creaturae, Lorch+Seidel Galerie, Berlin
- 2004 Europäischer Kunsthof Vicht, Stolberg/Eifel
- 2005 Beauty and Beast, Edition KUNSTWERK, Düsseldorf
- 2006: Strictly Public, Galerie Edition Kunstwerk, Düsseldorf[10]
- 2006 Daniela Flörsheim & Hartmut Ritzerfeld, Landtag Düsseldorf
- 2006 come, little friend, Lorch+Seidel Galerie, Berlin
- 2007 Mädchen mit langem schwarzem Haar, Gladbacher Lithokate, Mönchengladbach
- 2010 Make a Wish, Jehangir Art Gallery, Mumbai, Indien
- 2011 Indie, Malerei, Aquarell und Zeichnungen, Europäischer Kunsthof, Stolberg-Vicht
- 2012 Facetten, Kunstverein Pirmasens
- 2013 Blütenrausch, Ölbilder und Aquarelle, MARCH CONTEMPORARY, München
- 2013 Malerei und Installation Odysseia, stream of consciousness (mit Karin Flörsheim), THE BOX, Düsseldorf
- 2013 Daniela Flörsheim die Malerin gleichzeitig Nachlass Pablo Picasso – der Töpfer, Europäischer Kunsthof, Stolberg-Büsbach
- 2014 Entstehen Verwehen Verstehen (mit Karin Flörsheim), Wilhelm-Marx-Haus, Düsseldorf
- 2014 Daniela Flörsheim & Kommissar Hjuler, Europäischer Kunsthof Vicht, Stolberg/Eifel
- 2018 | Weithorn Galerie Preview | Beginn der Zusammenarbeit mit Henrietta Weithorn| Düsseldorf
- 2019 |  Installation u Performance 'Treibgut Armada‘ mit Andrea Dietrich und Karin Flörsheim |  VDK |  Ballhaus |  Düsseldorf
- 2019 | 6  Monate Präsentation Lichtobjekt 'London Riots' | Roland Ermrich D-Mitte Park-Kultur | Düsseldorf
- 2019 | April April | showcase wall with Karin Flörsheim | Roland Ermrich | D-Mitte Park-Kultur | Düsseldorf
- 2019 | Einen Augenblick für die Kunst | Weithorn Gallery with host Semra Sanliünal | Ingo Nitzsche curator

### Gruppenausstellungen
- 1976 mit neben gegen, Kunstverein Frankfurt
- 1976 Nachbarschaft, Kunsthalle Düsseldorf
- 1985 East Infection, Zero One Gallery, Hollywood
- 1994 Generationen, Frauenmuseum Bonn
- 1996 50 Jahre Nordrhein-Westfalen, NRW-Forum Kultur und Wirtschaft
- 199: Augenzeugen. Die Sammlung Hanck, Museum Kunst Palast, Düsseldorf
- 2001 Beuys und seine Schüler, Edition Gladbacher Lithokate, Mönchengladbach
- 2003 Künstler der Galerie, Lorch+Seidel Galerie, Berlin
- 2005 Fresh Paint. Pure Malerei. 4 Künstlerinnen, The Art Corner, München
- 2015 | Frauen in Krieg und Frieden | Geschichte, Dokumente und zeitgenössische Kunst | f museum | Bonn (Katalog-cover - D Flörsheim)
- 2016 | Peace on Paper |'Peace signs to go' |VDK|Museum  Kunstraum Neuss| Neuss
- 2016 | Work&Women|f museum | Bonn (Katalog mit 8 Beiträgen zu Marli Hoppe-Ritter|Eva Maria March | Pauline Lucy Corley | Marina Abramović | Dr. Jane Goodall |Wangari Muta Maathai |Vandana Shiva | Lady Aung San Suu Kyi
- 2016 I Schwerkraft der leichten Materialien |  kuratiert von Andra Dietrich  | Farbflächen -Schultertücher indigener Frauen | ONOMATO | Künstlerverein e.V.| Düsseldorf
- 2017 | Daniela Flörsheim und Hartmut Ritzerfeld | Europa - die ART der bunten Vielfalt | Europabüro | Sabine Verheyen Vernissagenrede | Aachen
- 2017 I Paare in der Kunst | Daniela Flörsheim + H. Haki Ritzerfeld  | f museum | Bonn
- 2017 | Personal Structures, Time Space Existence |ART BIENNALE Venice | Palazzo Mora | VENICE, Italy ( Katalog)
- 2018 | Freundinnen - vom romantischen Salon zu Netzwerken heute |  Frauenmuseum Bonn | (Katalog)
- 2018 | Eurotopia | kuratiert von Corinna Heumann | Frauenmuseum Bonn
- 2018–2019 | 100 Jahre Frauenpolitischer Aufbruch|  Frauenmuseum Bonn | (mit 2 Beiträgen im Katalog)
- 2018 | ALL COLORS | Retrospective - showing  retrospective work | supporting Jane Goodall Foundation roots & shoots |kuratiert von Evamaria March| Almeida Palais | München
- 2019 | Reflect yourself | Jungle | Art-Fabric event by Ralf Buchholz | Erkrath Düsseldorf
- 2019 I Rationale 4 BAUHAUS *innen räume | f museum |  Bonn
- 2019 | Foresight | Malerei | Kunstpunkte im Cabinett | Düsseldorf
- 2020 | Elionore, Emilie, Elise Beethoven und die Frage nach den Frauen | Ludwig van Beethoven - "Bonna Lisa" Daniela Flörsheim mit dem Digitalkünstler Achim Keinowski | Frauenmuseum | Bonn
- 2020 | Paradiese bewahren | A presentation in the space of the Galerie Weick | Düsseldorf
- 2021 I Langeweile im Paradies | Paradiese bewahren - Artensterben entgegenwirken  | f museum | Bonn
- 2022 I Kunst am Fluss | Frau Ley - Malerei und Installation mit Marianne Pitzen | VDK | Düsseldorf
- 2023 | Duisberger Akzente | Das Wunder im Orient | VHS | Duisburg
- 2023 | Viva la Vida | Landesbibliothek | Glarus, Switzerland
- 2023 | BUGA Mannheim | Gärtnerinnen des Friedens | Stadtbibliothek | Mannheim
- 2023 | Viva la Vida | Havana, Cuba
- 2023 | Viva la Vida | Hundred Years Gallery | London, UK
- 2024 | Zartes in Leuchtende Töne | Weithorn Galerie | Düsseldorf, Germany
- 2024 | Viva la Vida | Frauenmuseum Bonn | Bonn, Germany
- 2025 | Heldinnen / Sheroes | Frauenmuseum Bonn | Bonn, Germany

### Performances
- 2019 | Lyrik Performance ‚Zeitstillstand' für Karin Flörhseim ( 88 )|D-Mitte  Park-Kultur | Düsseldorf
- 2014 Performance für Bäume, Stadt Düsseldorf
- 2012 100 Frauen in Grün Lauf nach Kassel, Performance in Zusammenarbeit mit dem Frauenmuseum Bonn, documenta XIII, Kassel
- 2012 Geomantischer Lichttanz – Hommage an Mary Bauermeister (mit Detlev Weigand), Frauenmuseum Bonn
- 2012 Lichtperformance für Mary Bauermeister, Offenes Atelier Mary Bauermeister, Rösrath-Forsbachhaus

## Veröffentlichungen
- Johannes Stüttgen (Hrsg.): Der ganze Riemen. Der Auftritt von Joseph Beuys als Lehrer. Die Chronologie der Ereignisse an der Staatlichen Kunstakademie Düsseldorf 1966 - 1972, hrsg. vom Hessischen Landesmuseum Darmstadt, Verlag Walther König, Köln 2008, ISBN 978-3-86560-306-7 (darin: Wintersemester 1972/73, Bericht von Daniela Flörsheim, S. 992–996)
- Daniela Flörsheim, zweisprachiger (deutsch, englisch) Katalog der Galerie Lorch+Seidel, Berlin 2002